# Mentzelia polita
Mentzelia polita är en brännreveväxtart som beskrevs av Aven Nelson. Mentzelia polita ingår i släktet Mentzelia och familjen brännreveväxter. Inga underarter finns listade i Catalogue of Life.

## Bildgalleri

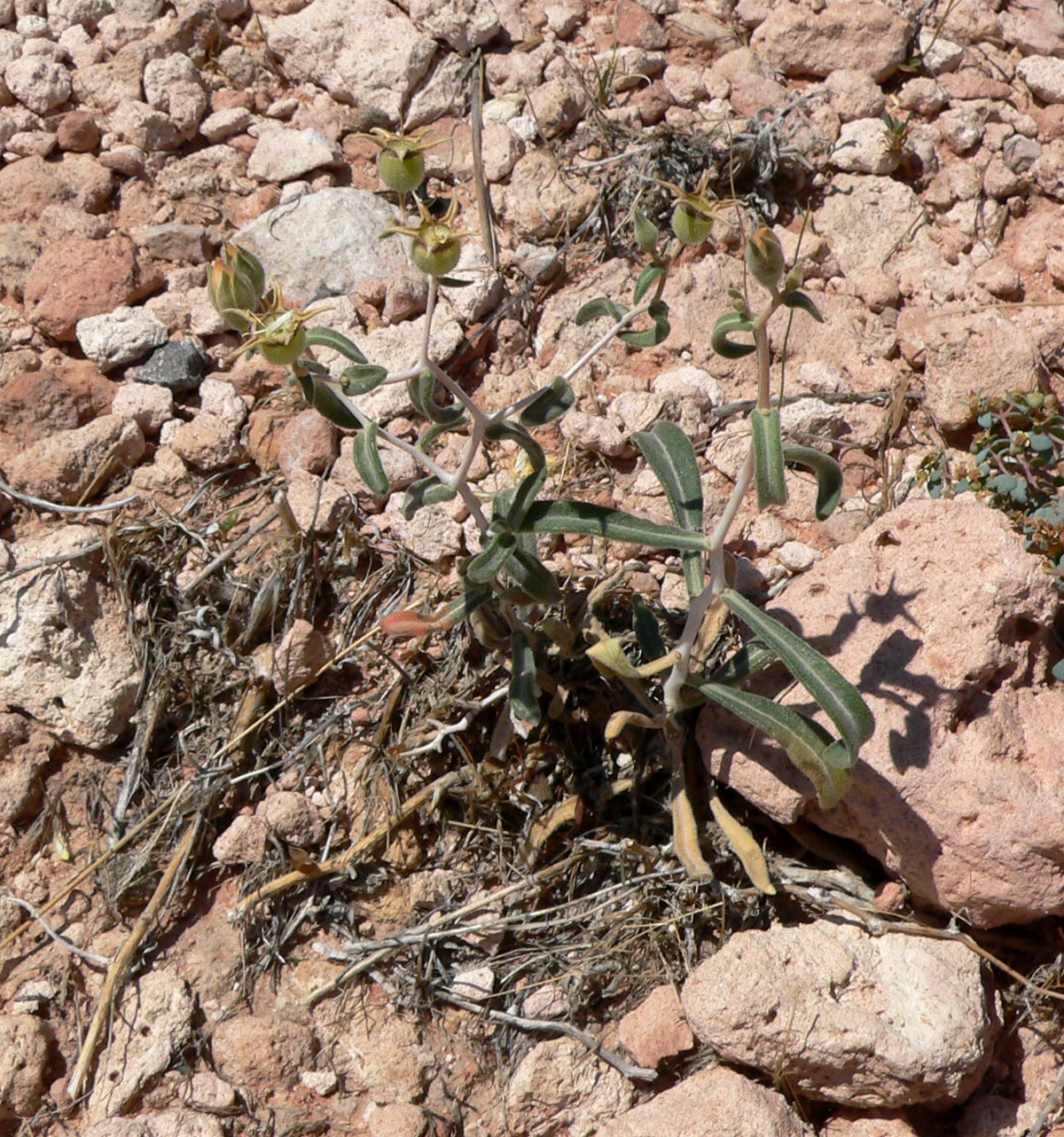
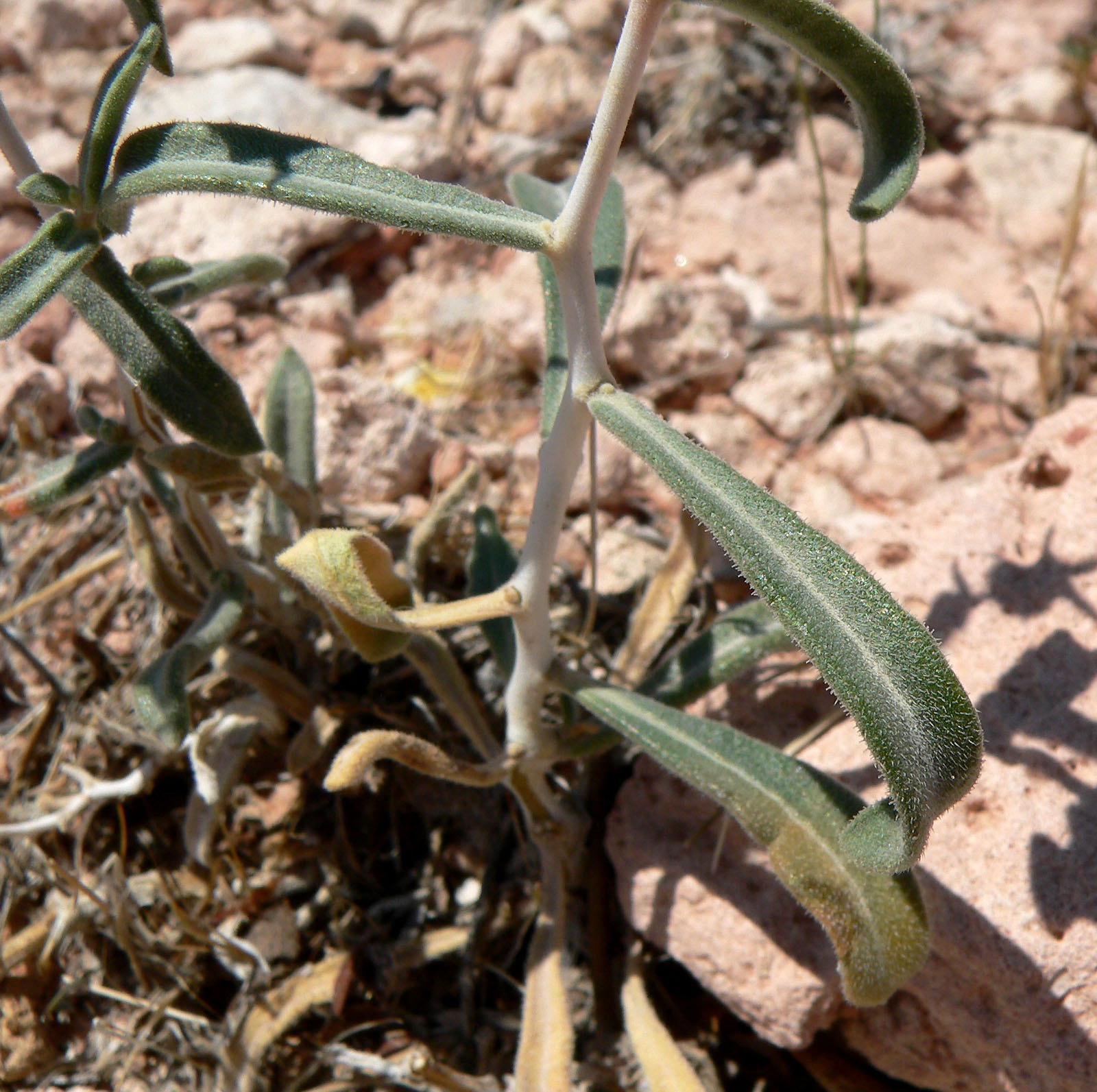
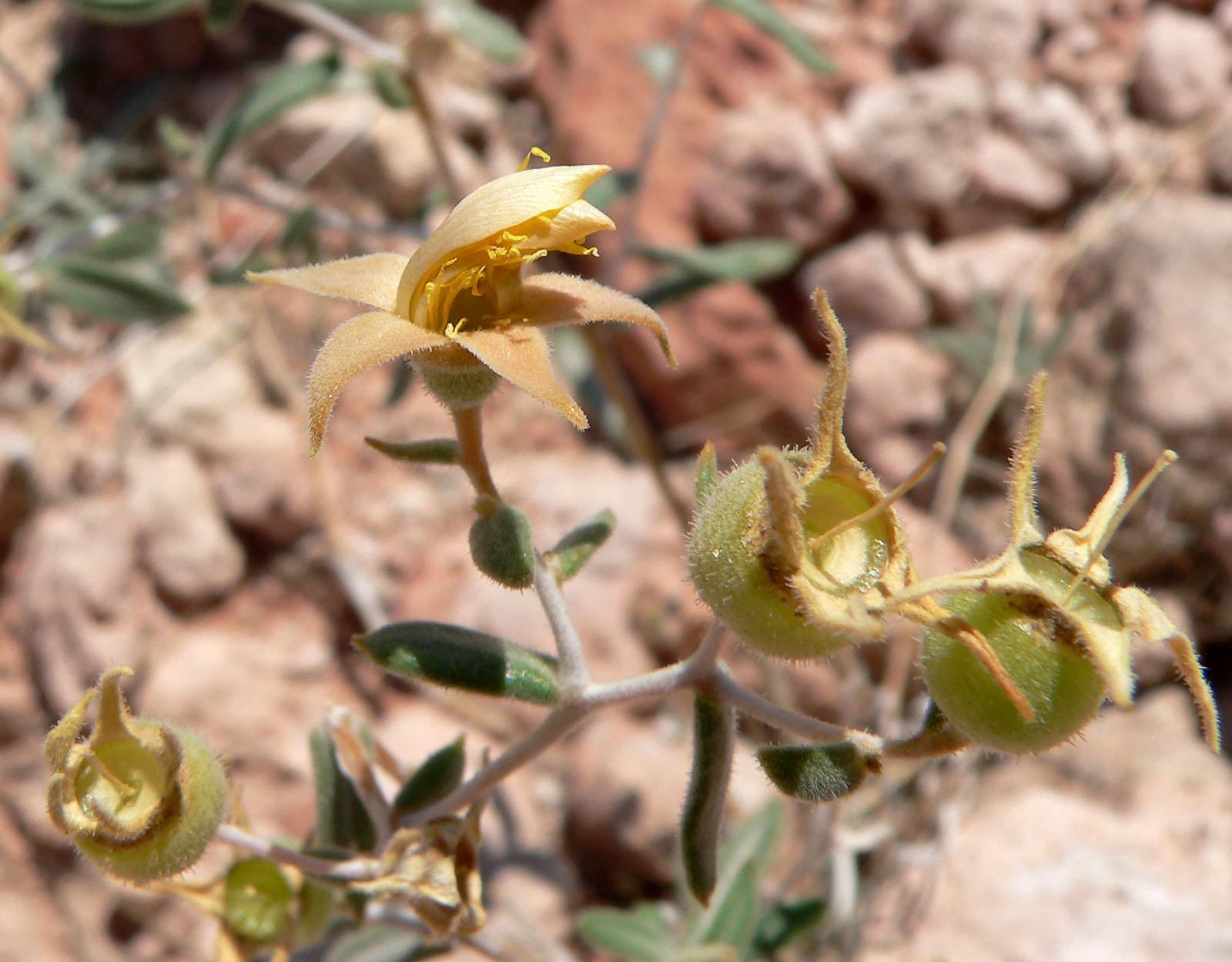